# Mindre umbraspett
Mindre umbraspett (Blythipicus rubiginosus) är en fågel i familjen hackspettar inom ordningen hackspettartade fåglar.

## Utseende och läte
Mindre umbraspett är en 23–24 cm lång mörkt rödbrun hackspett med lysande gul näbb. På huvud och undersida är den mer gråbrun, med ljusare huvud hos honan än hanen. Lätet är ett tunt "tsik!" som ibland dras ut i längre serier.

## Utbredning och systematik
Fågeln förekommer i södra Myanmar och sydvästra Thailand samt på Malackahalvön, Sumatra och Borneo. Den behandlas som monotypisk, det vill säga att den inte delas in i några underarter.

## Levnadssätt
Mindre umbraspett hittas i både låglänta och bergsbelägna skogar, till 900 meters höjd i Thailand, 1800 meter på andra ställen i Sydöstasien och till 2200 meter på Sumatra. Där ses den ofta födosöka lågt, på eller nära marken i tät undervegetation, ofta på lågor. Arten slår gärna följe i artblandade flockar. Fågeln häckar mellan december och maj i Malaysia, medan bofynd gjorts i januari på Borneo.

## Status och hot
Arten har ett stort utbredningsområde men tros minska i antal, dock inte tillräckligt kraftigt för att den ska betraktas som hotad. Internationella naturvårdsunionen IUCN listar därför arten som livskraftig (LC).

## Namn
Fågelns vetenskapliga släktesnamn hedrar den engelske zoologen Edward Blyth (1810-1873).